# Маргарита Елизавета Лейнинген-Вестербургская
Маргарита Елизавета Лейнинген-Вестербургская (нем. Margarete Elisabeth von Leiningen-Westerburg; 30 июня 1604, Шадек — 13 августа 1667, Визенбург) — графиня Лейнинген и правительница ландграфства Гессен-Гомбург.

## Биография
Маргарита Елизавета — единственный ребёнок от первого брака графа Кристофа Лейнинген-Вестербургского (1575—1635) с Анной Марией Унгнад, баронессой фон Вейсенвольф, рода Унгнад фон Вейсенвольф (1573—1606), впоследствии возведенного в титул имперского графа,  с 1646, Унгнад фон Вейсенвольф, Давида II (1604-1672). 10 августа 1622 года в Буцбахе Маргарита Елизавета вышла замуж за ландграфа Фридриха I Гессен-Гомбургского. После рождения в их семье второго сына в Гессен-Гомбурге была введена примогенитура. После смерти супруга 9 мая 1638 года Маргарита Елизавета стала регентом при своих несовершеннолетних сыновьях. Младший сын Фридриха I и Маргариты Елизаветы — Фридрих II, знаменитый Принц Гомбургский.

## Потомки
- Людвиг Филипп (1623—1643)
- Георг (1624)
- Вильгельм Кристоф (1625—1681), ландграф Гессен-Гомбурга, женат на Софии Элеоноре Гессен-Дармштадтской (1634—1663), затем на Анне Елизавете Саксен-Лауэнбургской (1624—1688)
- Георг Кристиан (1626—1677), женат на Анне Катарине фон Погвиш, вдове фон Алефельдт (1633—1694)
- Анна Маргарита (1629—1686), замужем за герцогом Филиппом Людвигом Шлезвиг-Гольштейн-Зондербург-Визенбургским (1620—1689)
- Фридрих II (1633—1708), ландграф Гессен-Гомбурга, женат на графине Маргарете Браге, вдове Оксеншерна (1603—1669), затем на Луизе Елизавете Курляндской (1646—1690), затем на графине Софии Сибилле Лейнинген-Вестербургской, вдовствующей графине Лейнинген-Дагсбургской (1656—1724)